# Shapleigh (Maine)
Shapleigh es un pueblo ubicado en el condado de York en el estado estadounidense de Maine. En el Censo de 2010 tenía una población de 2.668 habitantes y una densidad poblacional de 25,01 personas por km².

## Geografía
Shapleigh se encuentra ubicado en las coordenadas 43°33′15″N 70°49′58″O / 43.55417, -70.83278. Según la Oficina del Censo de los Estados Unidos, Shapleigh tiene una superficie total de 106.67 km², de la cual 100.35 km² corresponden a tierra firme y (5.92%) 6.32 km² es agua.

## Demografía
Según el censo de 2010, había 2.668 personas residiendo en Shapleigh. La densidad de población era de 25,01 hab./km². De los 2.668 habitantes, Shapleigh estaba compuesto por el 96.55% blancos, el 0.34% eran afroamericanos, el 0.49% eran amerindios, el 0.71% eran asiáticos, el 0.04% eran isleños del Pacífico, el 0.07% eran de otras razas y el 1.8% pertenecían a dos o más razas. Del total de la población el 0.82% eran hispanos o latinos de cualquier raza.